# Авида (молочный комбинат)
ЗАО Молочный комбинат «Авида»— российский производитель молочных продуктов, базирующийся в Старом Осколе. Крупнейшее предприятие пищевой промышленности в Белгородской области.

## История
Молочный комбинат был основан в 1996 году и юридически зарегистрирован 2 сентября 1997 года.
В 2005 году «Авида» начала строить животноводческие фермы для производства собственного сырья.
С 2006 года комбинат участвует во всероссийской программе «Школьное молоко», поставляя порционное молоко в школы Белгородской области.
В 2021 году компания заняла 51-е место в рейтинге ТОП-100 крупнейших молочных компаний России.
Комбинат перерабатывает около 300 тонн молока в день (из них 80% сырье собственного производства) и выпускает более 90 000 тонн продукции в год.

## Продукция
Комбинат выпускает более 60-ти наименований продукции, среди которых:
- молоко пастеризованное и ультрапастеризованное;
- кисломолочные продукты;
- биойогурты;
- сливочное масло;
- сметана;
- сливки;
- творожные продукты;
- плавленые сыры;
- детское молоко и молочные коктейли торговой марки «Авишка»[6].

## Проверка продуктов Росконтролем
| Продукт                              | Результат проверки |
| ------------------------------------ | ------------------ |
| Ультрапастеризованное молоко (3,2 %) | Прошло проверку    |
| Кефир                                | Не прошёл проверку |
| Сливки (20 %)                        | Прошли проверку    |
| Ряженка (3,2 %)                      | Не прошла проверку |
| Снежок                               | Не прошёл проверку |

## Награды
Молочный комбинат «Авида» активно участвует в выставках регионального и федерального уровня и является обладателем наград:
- диплом за выдающиеся достижения в производственной деятельности, разработке и применении прогрессивных технологий, выпуск конкурентоспособной продукции (Президиум российского союза товаропроизводителей, 2005);
- диплом о присвоении звания «Региональный лидер» в номинации «Инновационные методы управления» (Международная Академия Управления, 2008);
- дипломы 1 степени и золотые медали в номинации «Продовольствие» за молоко питьевое ультрапастеризованное и масло сладко-сливочное несолёное (конкурс «Лучший отечественный продукт 2011 — Вооруженным силам России», 2011);
- диплом 2 степени и серебряная медаль в номинации «Продовольствие» за молоко отборное для детей (конкурс «Лучший отечественный продукт 2011 — Вооруженным силам России», 2011);
- свидетельство о занесении на Доску Почёта Старооскольского городского округа за наивысшие достижения в развитии экономики и социальной сферы (2013)[12].